# 焦磷酸四乙酯
焦磷酸四乙酯（TEPP）簡稱特普，是一種含磷的有機化合物，是焦磷酸酯的衍生物，是一種無色有吸濕性的劇毒液體。是由法國化學家菲利普·克莱蒙所合成，是最早發現含有磷的乙酰胆碱酯酶抑制劑。
焦磷酸四乙酯是透明無色的液體，可溶於水，但在水中會迅速水解。可以用二當量的氯磷酸二乙酯和一當量的水反應來製備焦磷酸四乙酯．反應中需加入吡啶來中和反應產生的氯化氫
此有機化合物已被用作殺蟲劑，殺蟎劑和殺鼠劑。商品名包括Grisol、Fosvex、Lirohex、Killax、Mortopal、Nifost、Tetraspa、Tetron和Vapotone。特普不是歐盟授權使用的化學物質。在美國已撤回含特普產品的許可。

## 毒理學和安全
焦磷酸四乙酯可通過吸入、食入的方式進入人體．或是通過皮膚或眼睛等部份吸收。特普對皮膚和眼睛有刺激性．焦磷酸四乙酯是乙酰胆碱酯酶抑制劑．可能會影響中樞神經系統，可導致抽搐，昏迷，甚至死亡。
焦磷酸四乙酯受熱會分解為乙烯及磷的氧化物。遇水會水解，形成焦磷酸。
焦磷酸四乙酯也對水生生物有毒性。